# Acht Eimer Hühnerherzen
Acht Eimer Hühnerherzen — немецкая панк-группа из Берлина-Кройцберга .

## История
Группа была основана в 2018 году. Название группы восходит к выступлению с пятью ведрами куриных сердечек, о котором слышал певец Apocalypse Vega, сказал Вега в интервью берлинскому городскому журналу Zitty, выпуск которого был в 2020 году. Басист Джонни Боттроп уже был активен в группах Terrorgruppe и The Bottrops . Барабанщик Бене Диктатор в Diving For Sunken Treasure. Первый альбом вышел в 2018 году на лейбле Destiny Records под названием «Acht Eimer Hühnerherzen» и, по словам группы, был записан всего за два дня в студии. Их первое видео называется Eisenhüttenstadt. Второй альбом был выпущен в 2020 году под названием «Album».

## Стиль
Сама группа описывает свой музыкальный стиль как панк с нейлоновыми струнами или «Powerviolence-Folk с какофонией и страхом перед обязательствами», или даже странствующий гитарный хардкор, пост-дадаистский саундтрек нашей жизни для трёх больших «A» города: родители-одиночки, алкоголики и страдающие аллергией … и все другие Заблудшие души». И в студии, и на концертах группа работает с полуакустическими струнными инструментами. ByteFM так пишет о своём дебютном альбоме 2018 года: «Никто не мог предположить, что одна из самых освежающих панк-пластинок года была сыграна на классической гитаре и акустическом басе. Эрик Мейер подтверждает, что альбом 2020 года при всей его музыкальной броскости также имеет глубину: «Acht Eimer Hühnerherzen», несмотря на всю нервозность и замаскированную музыкальную жизнерадостность, на важные темы в их рюкзаке, вместо того, чтобы придерживайтесь поверхностного покачивания».
Их можно сравнить с немецкой поп-рок- группой Wir sind Helden.

## Дискография

### Студийные альбомы
- 2018: Acht Eimer Hühnerherzen (Destiny Records)
- 2020: «album» (Destiny Records)